# Бертран из Комменжа
Бертран из Комменжа (фр. Bertrand de Comminges, около 1050, Л’Иль-Журден — 1126, Сен-Бертран-де-Комменж) — французский католический святой, епископ Комменжский (ныне территория епархии входит в архиепархию Тулузы). В его честь названа коммуна Сен-Бертран-де-Комменж, покровителем которой он является.

## Биография
Родился в Л’Иль-Журдене приблизительно в 1050 году в семье Раймунда Аттона, военного офицера и сеньора Л’Иль-Журдена, и Жервезы Эммы, внебрачной дочери Гильома III Тайлефера, графа Тулузы. Графы Тулузы Гильом IV и Раймонд IV были его двоюродными братьями. Бертран воспитывался рыцарем, но в зрелом возрасте избрал религиозную жизнь.
Был каноником в Тулузе, а затем последовательно архидиаконом Тулузским (ок. 1070) и епископом Комменжским (вступил в должность между 1078 и 1080 годами). Он занимал этот пост до самой своей смерти. За почти полвека епископства он реализовал в своей горской епархии григорианские реформы, участвовал в реформаторских соборах в Бордо (1093), Клермоне (1095) и Пуатье (1100).
При нём возродился город Лугдунум Конвенарум (лат. Lugdunum Convenarum), позже получивший его имя — Сен-Бертран-де-Комменж. Он стал перевалочным пунктом для паломников по пути в город Сантьяго-де-Компостела. Бертран перестроил собор и романское аббатство. Позже собор был освящён в его честь; он внесён в список объектов Всемирного наследия ЮНЕСКО на пути в Сантьяго-де-Компостела.

## Прославление

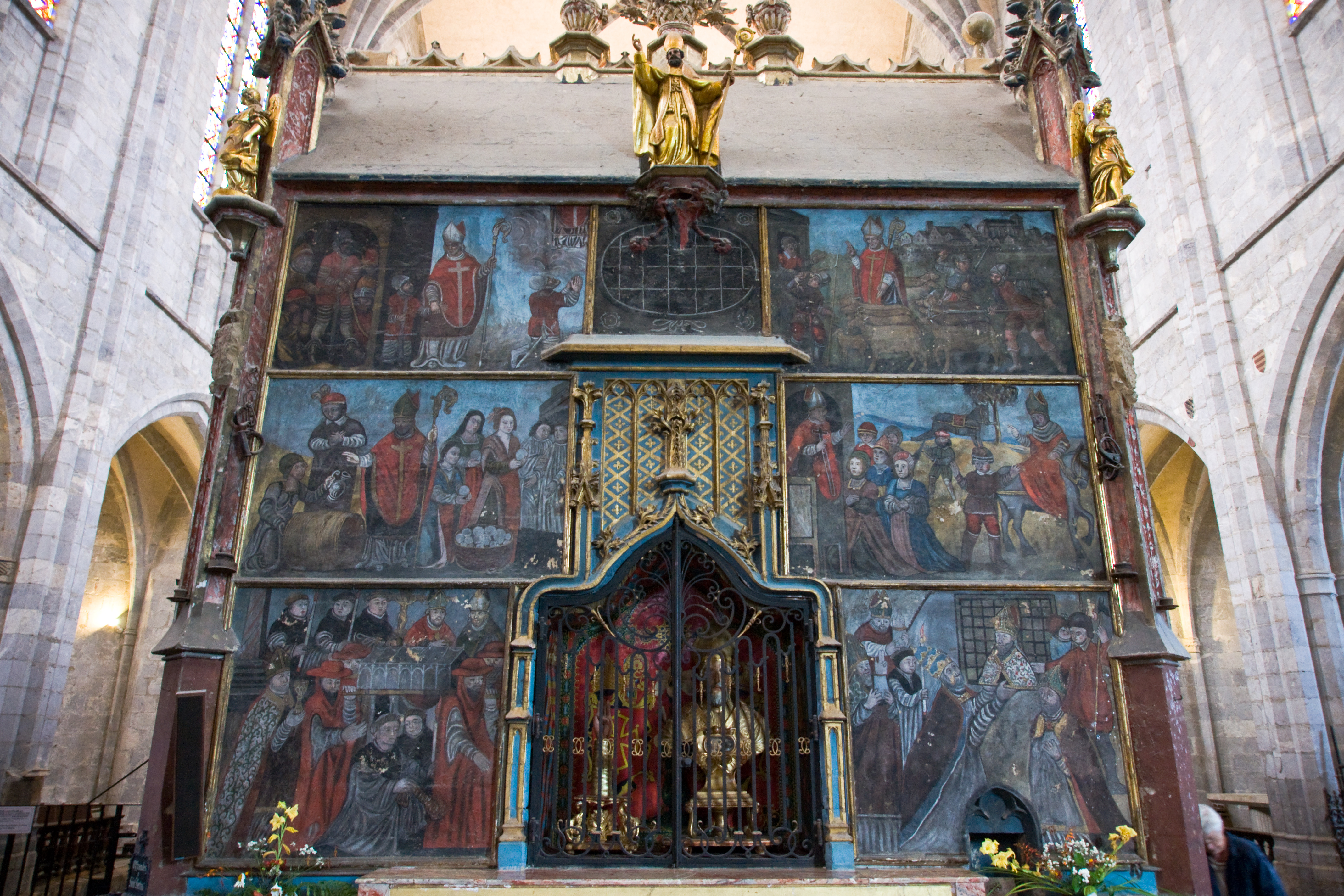
Усыпальница святого Бертрана в соборе Сен-Бертран-де-Комменжа.

Был местночтимым святым. Около 1167 года архиепископ Ошский поручил священнослужителю по имени Витал написать агиографию Бертрана и отправил её в курию. Сначала беатификация была отклонена, но позже папа Гонорий III начал процесс в 1218 году. Понтифик беатифицировал его между 1220 и 1222 годами, хотя это не подтверждается ни одним документом того времени. В любом случае, в 1309 году папа Климент V, который сам был епископом Комменжским, причислил Бертрана к лику святых.
Великолепная гробница была построена в его честь кардиналом Пьером де Фуа, занимавшим епископскую резиденцию в Комменже с 1422 по 1442 год.
День памяти — 16 октября.